# Ocneridia microptera
Ocneridia microptera är en insektsart som först beskrevs av Brisout de Barneville 1851.  Ocneridia microptera ingår i släktet Ocneridia och familjen Pamphagidae. Inga underarter finns listade i Catalogue of Life.